# تیانا تیلور
تیانا می شی جکولی شامپرت (انگلیسی: Teyana Me Shay Jacqueli Shumpert؛ پیش از ازدواج تیلور ؛ زادهٔ ۱۰ دسامبر ۱۹۹۰) خواننده، ترانه‌نویس، رقصنده و بازیگر آمریکایی است. او در سال ۲۰۰۵ یک قرارداد موسیقی با ناشر استار ترک انترتینمت متعلق به موسیقی‌دان آمریکایی فارل ویلیامز امضا کرد و سپس در یک مجموعهٔ تلویزیونی واقع‌نما از شبکهٔ ام‌تی‌وی ظاهرشد. او در سال ۲۰۱۲ پس از جداشدن از ناشر استار ترک، از طریق دف جم رکوردینگز با ناشر گود میوزیک متعلق به کانیه وست قرارداد امضا‌کرد. تیلور یک ترانه‌نویس مشتاق است و در طول حرفهٔ خود برای خوانندگانی گوناگونی از جمل آشر، کریس براون و اوماریون ترانه‌نویسی کرده‌است. او در هفته مد نیز حضور داشته‌است و به‌عنوان آواز پس‌زمینه در آلبوم فانتزی پیچیده تیره زیبای من فعالیت داشته‌است. او در کنار همسرش ایمان شامپرت، بازیکن بسکتبال در نمایش تیانا و ایمان ایفای نقش کرده‌است.
تیلور در سال ۲۰۲۱ از سوی مجلهٔ ماکسیم یکی از «جذاب‌ترین زن زنده» نام‌گرفت.
او در فیلم سفر به آمریکا ۲ بازی کرده است